# IC 1771
IC 1771 је лентикуларна галаксија у сазвјежђу Рибе која се налази на листи објеката дубоког неба у Индекс каталогу.
Деклинација објекта је + 9° 58' 7" а ректасцензија 2h 2m 15,8s. Привидна величина (магнитуда) објекта IC 1771 износи 14,3 а фотографска магнитуда 15,3. IC 1771 је још познат и под ознакама MCG 2-6-14, CGCG 438-16, KCPG 51A, PGC 7737.